# Tadeusz Łabuć
Tadeusz Łabuć (ur. 13 marca 1935, zm. 5 listopada 2007) – polski konstruktor lotniczy, szybownik.
Urodził się w Wilnie, syn Emiliana i Wiktorii z d. Zawadzkiej. Po II wojnie światowej był repatriowany z rodziną do Polski. Do 1948 r. mieszkał w Kwidzynie, gdzie ukończył szkołę podstawową. Maturę zdał w 1952 r. we Wrocławiu gdzie rozpoczął studia na Wydziale Lotniczym Politechniki Wrocławskiej. W trakcie drugiego roku studiów przeniósł się do Warszawy, gdzie kontynuował studia na Politechnice Warszawskiej. W 1958 r. uzyskał tytuł magistra inżyniera budowy płatowców.
W styczniu 1959 r. rozpoczął pracę w charakterze konstruktora w Szybowcowym Zakładzie Doświadczalnym, gdzie pracował do emerytury.
Zajmował się opracowaniem tematów teoretycznych, takich jak metoda obliczania stateczności z uwzględnieniem skończonej sztywności konstrukcji (referat na OSTIV), projekty aerodynamiki do szybowca klasy standard i otwartej, optymalizacja parametrów geometrycznych usterzeń szybowca oraz projekt skrzydła o zmiennej geometrii.
Ciekawsze rozwiązania konstrukcyjne jego projektu to: rozwiązanie okuć usterzeń w układzie T, integralna konstrukcja pokryć laminatowo-sklejkowych, bezszczelinowy poszerzacz skrzydła (do projektu skrzydła o zmiennej geometrii), rozwiązanie chłodzenia silnika motoszybowca Ogar, rozwiązanie integralnego amortyzowanego wahacza koła motoszybowca Ogar (zgłoszenie patentowe).
Pracę w SZD zakończył w 1999 r., przechodząc na emeryturę.
Miał uprawnienia pilota szybowcowego II klasy i samolotowego I klasy oraz uprawnienia instruktora szybowcowego i samolotowego. Latał w Aeroklubie Wrocławskim, Warszawskim, a następnie w Aeroklubie Bielsko-Bialskim, gdzie przez wiele lat brał udział w pracy Zarządu. Był członkiem Stowarzyszenia Inżynierów i Techników Mechaników Polskich (SIMP) i działaczem związkowym.
Otrzymał następujące odznaczenia: Złoty Krzyż Zasługi, Brązowy Medal „Za zasługi dla obronności kraju”, Złota i Srebrna Odznaka za Zasługi dla Rozwoju Województwa Katowickiego, wyróżnienie Błękitne Skrzydła miesięcznika Skrzydlata Polska i Nagroda NOT za szybowiec SZD-55.
W 1962 r. ożenił się z Alicją Buczyłko, z którą miał córkę Ewę.
Zmarł 5 listopada 2007 r. w Bielsku. Jest pochowany na cmentarzu w Starym Bielsku.
Brał udział w projektowaniu szybowców:
- SZD-21 Kobuz,
- SZD-24 Foka,
- SZD-29 Zefir 3,
- SZD-27 Kormoran,
- SZD-28 Kondor,
- SZD-34 Bocian 3,
- SZD-38 Jantar 1,
- SZD-43 Orion,
- SZD-45 Ogar (wraz z odmianami SZD-45-2 Ogar F, SZD-45AM Ogar M),
- SZD-46 Ogar 2,
- SZD-53,
- SZD-55 Promyk.